# Belle and Sebastian
Belle and Sebastian es un grupo de indie pop escocés formado en Glasgow en 1996. Está integrado por Stuart Murdoch (voces, guitarra y teclados), Stevie Jackson (voces y guitarra), Chris Geddes (teclados), Sarah Martin (violín y voces), Mick Cooke (trompeta y bajo), Bobby Kildea (guitarra, bajo) y Richard Colburn (batería). Entre sus antiguos miembros se encuentran Isobel Campbell (voces y chelo) y Stuart David (bajo). El nombre del grupo proviene de Belle et Sébastien, libro para niños de Cécile Aubry en el que se relatan las aventuras de un chico (Sébastien) y su perro (Belle).

## Primera etapa en Jeepster Records
En enero de 1996, Stuart Murdoch creó un grupo con unos compañeros de un curso de industria musical. Parte de este curso consistía en grabar un disco. Editaron con el sello independiente Electric Honey Tigermilk, del que solamente se editaron mil copias en vinilo. Hasta 1999, fecha en la que Jeepster lo reeditó, fue un objeto de colección entre los seguidores del grupo. El coordinador del curso, que trabajaba en el sello independiente Jeepster Records, les consiguió un contrato con dicha compañía, con la que editaron el álbum If You're Feeling Sinister el mismo año, al que siguió una secuencia de sencillos en 1997.
En estos primeros discos ya estaba reflejada la personalidad del grupo. Sus planteamientos y su actitud les emparentaba directamente con la tradición indie pop de su ciudad, representada por grupos como Aztec Camera, Orange Juice o The Pastels, a lo que sumaban su interés por otros grupos de los 80 como The Smiths o Felt. Aunque su sello distintivo es la facilidad de Murdoch para componer  melodías inspiradas en el pop orquestado de la década de 1960 de grupos como The Velvet Underground o The Left Banke y muy especialmente en el Folk Pop de Donovan, Simon & Garfunkel, Love o Nick Drake. 

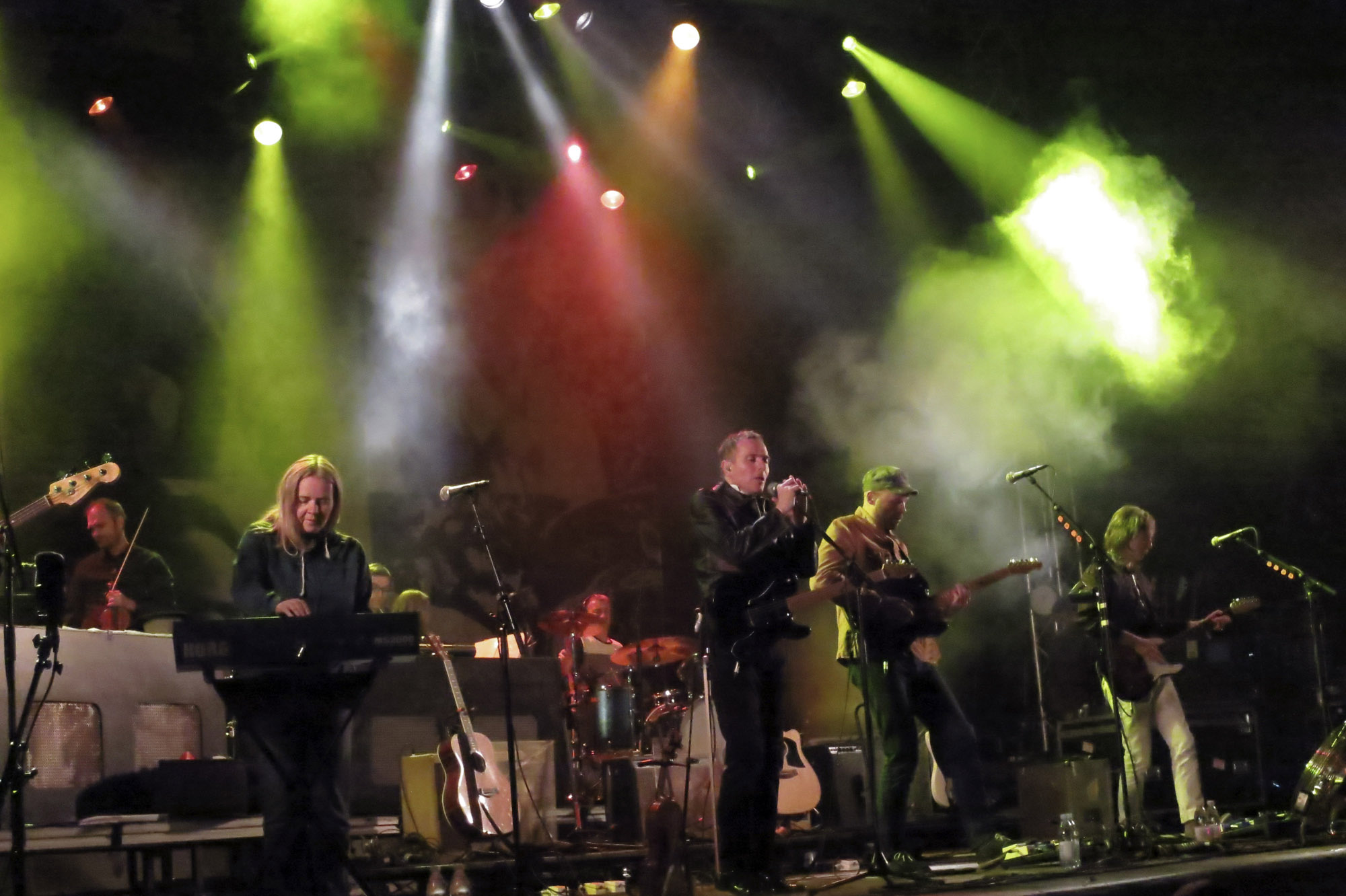
Belle and Sebastian en el Bråvalla festival 2014, en Suecia

En sus letras se apreciaba una gran carga literaria, con especial influencia de J.D. Salinger, y en ellas contaba historias agridulces sobre frustraciones juveniles, casi siempre narradas en tercera persona. La estética elegida para sus portadas y sus vídeo clips también contenía guiños a los años 60, principalmente a la estética de la Nouvelle Vague. 
Belle and Sebastian fueron elogiados por los críticos y juntaron una creciente base de fanes. Este inesperado éxito a los pocos meses de haberse formado, disgustó a los miembros del grupo, quienes reaccionaron con una actitud huraña hacia su nueva popularidad y se negaban a conceder entrevistas.
En 1998, publicaron su tercer álbum de estudio, The Boy with the Arab Strap, que fue un éxito de crítica y público y alcanzó la posición número 12 en las listas de éxitos británica. Durante las sesiones de grabación, el trompetista Mick Cooke se unió oficialmente al grupo. Belle and Sebastian fue reconocido como grupo revelación en los Brit Awards de 1999. Ese mismo año, la banda organizó su propio festival, "The Bowlie Weekender", y Jeepster Records reeditó Tigermilk en vinilo, casete y CD.
Fold Your Hands Child, You Walk Like a Peasant, el cuarto álbum de estudio, publicado en 2000, fue el primer trabajo de la banda que entró en el Top 10 de ventas en el Reino Unido. La popularidad del grupo fue en aumento y su música comenzó a ser usada en el cine y la televisión. El tema "The Boy with the Arab Strap" fue usado como sintonía de la serie Teachers y la canción "Seymour Stein" fue incluida en la banda sonora de la película Alta fidelidad de Stephen Frears.
El bajista Stuart David dejó la banda en 2000 para poder concentrarse en su propio proyecto, Looper, y fue reemplazado por Bobby Kildea de V-Twin. El sencillo "Jonathan David", cantado por Stevie Jackson, fue publicado en junio de 2001, seguido de "I'm Waking Up to Us" publicado en noviembre. En 2002 grabaron la banda sonora de la película Storytelling, de Todd Solondz, y publicaron el álbum homónimo. Isobel Campbell dejó la banda en primavera, en medio de la gira norteamericana, para comenzar su carrera en solitario, al principio como The Gentle Waves y más tarde con su propio nombre.

## Segunda etapa en Rough Trade
En julio de 2002 anunciaron que abandonaban Jeepster Records y firmaron un contrato por cuatro álbumes con Rough Trade Records. El primer trabajo con la nueva discográfica fue Dear Catastrophe Waitress, producido por Trevor Horn y que supuso un giro estilístico en su sonido, ahora más cercano al pop que al folk que había caracterizado sus primeros trabajos. El álbum recibió buenas críticas y en 2004 que fue nominado para los premios Mercury Music Prize. 
En enero de 2005 Belle and Sebastian fue votada mejor banda escocesa en una encuesta realizada por la guía escocesa de entretenimiento The List, y superó a Simple Minds, Jesus and Mary Chain, Idlewild, Travis, Franz Ferdinand y The Proclaimers, entre otros. En abril, algunos miembros de la banda visitaron Israel y Palestina junto a activistas de la ONG War on Want. El tema "The Eighth Station of the Cross Kebab House", grabado para el álbum benéfico Help!: A Day in the Life, está inspirado en ese viaje.
En mayo de 2005 se publicó Push Barman to Open Old Wounds, un álbum recopilatorio con toda la colección de EP que había editado Jeepster Records; Dog on Wheels (1997), Lazy Line Painter Jane (1997), 3.. 6.. 9 Seconds of Light (1997), This Is Just a Modern Rock Song (1998), Legal Man (2000), Jonathan David (2001) y I'm Waking Up to Us (2001). Al mismo tiempo, la banda se encontraba en California grabando The Life Pursuit, su segundo álbum con Rough Trade Records.
The Life Pursuit se publicó en febrero de 2006, producido por Tony Hoffer. Se convirtió en el mayor éxito de ventas de la banda y alcanzó el puesto número 8 de las listas de ventas británicas y el 65 en el US Billboard 200. El sencillo "Funny Little Frog" ingresó en el top 20 en las listas de éxitos británicas. "The Blues Are Still Blue" y "White Collar Boy", publicados también como sencillos, entraron en el top 50 británico. En 2009, Pitchfork Media incluyó a The Life Pursuit en la posición 86 de la lista de los 100 mejores álbumes de la década.
El 6 de julio de 2006 actuaron junto a la Filarmónica de Los Ángeles en el Hollywood Bowl ante 18 000 espectadores.
El 18 de noviembre de 2008 publicaron The BBC Sessions, un álbum doble con una recopilación de grabaciones realizadas en diferentes programas de la BBC Radio entre 1996 y 2001, junto a una grabación del concierto realizado en Belfast en diciembre de 2001.
El 17 de julio de 2010, Belle and Sebastian actuaron en el Latitude Festival ante 30 000 espectadores, su primer concierto en el Reino Unido tras cuatro años, en el que presentaron dos nuevos temas, "I Didn't See It Coming" y "I'm Not Living in the Real World".

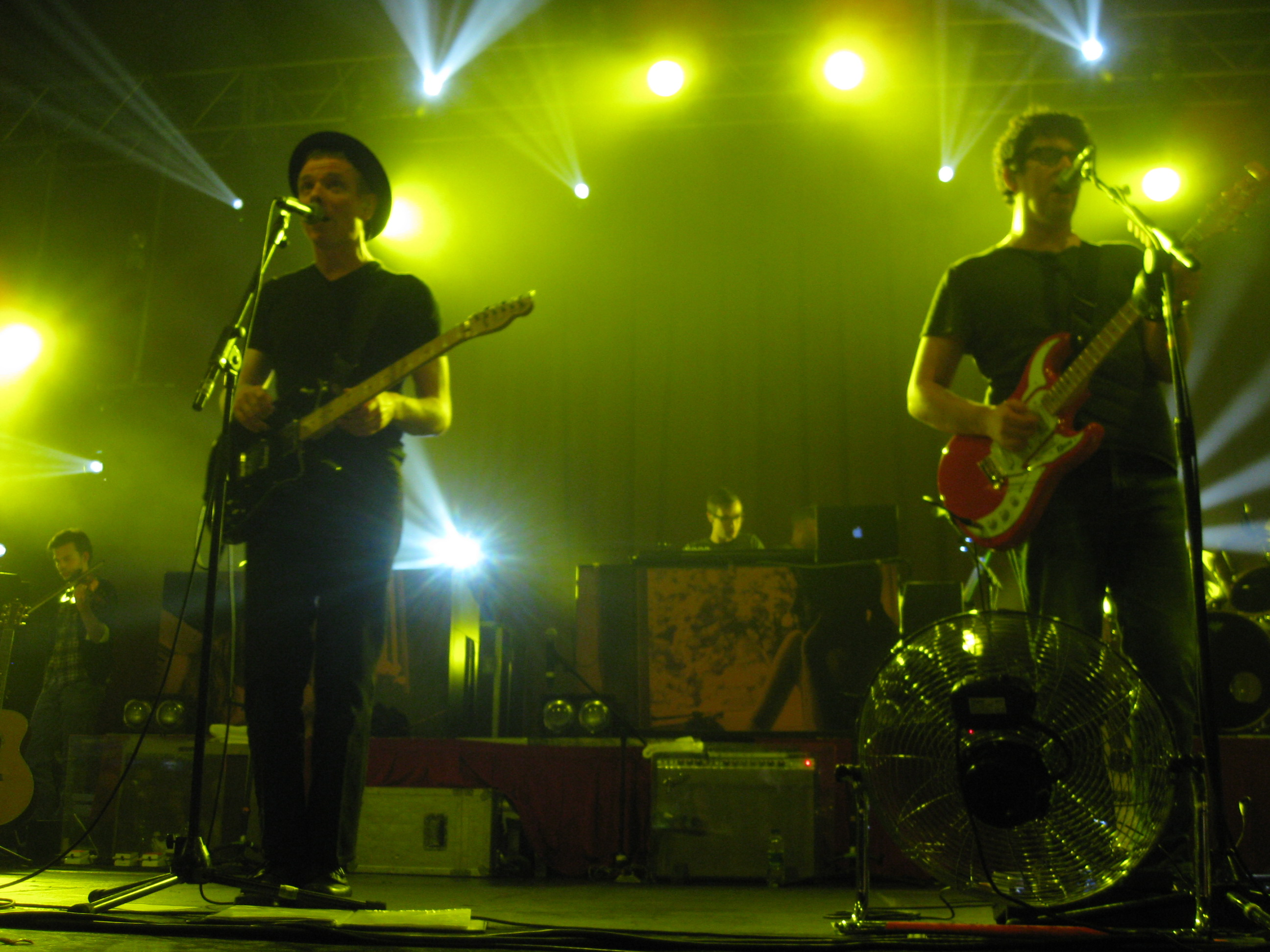
Actuación en Berlín, 2011

El octavo álbum de estudio, Belle and Sebastian Write About Love, se publicó el 25 de septiembre de 2010. El nuevo trabajo, bien recibido tanto por la prensa como por el público, entró a los primeros puestos de las listas de ventas en Reino Unido la misma semana de su lanzamiento y alcanzó el puesto número 8 el 19 de octubre de 2010, igualando así la mejor posición de su anterior trabajo. En Estados Unidos, el álbum llegó al número 15 en las listas de ventas. Norah Jones colaboró en el tema "Little Lou, Ugly Jack, Prophet John", que incluyó en el álbum ... Featuring Norah Jones, publicado en noviembre de 2010, un mes más tarde que Write About Love.
En febrero de 2013, Pitchfork TV emitió un documental dirigido por R.J. Bentler, centrado en If You're Feeling Sinister, que incluye entrevistas con cada uno de los miembros que participaron en la grabación, así como videos y fotografías de los primeros años de la banda. En agosto publicaron un nuevo recopilatorio de rarezas y caras B, bajo el título de The Third Eye Centre. A finales de año, Mick Cooke anunció en una entrevista que abandonaba el grupo.
Belle and Sebastian recibieron el premio Outstanding Contribution To Music en los NME Awards de 2014.
En enero de 2015 publicaron su noveno álbum de estudio, Girls in Peacetime Want To Dance, grabado el año anterior en Atlanta. El 28 de junio actuaron en el Festival de Glastonbury.
El 21 de febrero de 2018, el grupo publicó nuevo disco, How to Solve Our Human Problems.
En septiembre de 2019 editaron Days of the Bagnold Summer, disco compuesto por once canciones nuevas y dos temas de álbumes anteriores: "Get Me Away From Here, I'm Dying" y "I Know Where the Summer Goes". El disco es la banda de sonido de la película del mismo nombre, debut como director del actor Simon Bird.3

## Discografía

### Álbumes

#### En estudio
- 1996 - Tigermilk
- 1996 - If You're Feeling Sinister
- 1998 - The Boy with the Arab Strap
- 2000 - Fold Your Hands Child, You Walk Like a Peasant
- 2002 - Storytelling
- 2003 - Dear Catastrophe Waitress
- 2006 - The Life Pursuit
- 2010 - Belle and Sebastian Write About Love[28]
- 2015 - Girls in Peacetime Want To Dance
- 2019 - Days of the Bagnold Summer
- 2022 - A Bit of Previous
- 2023 - Late Developers

#### Compilaciones
- 2005 - Push Barman to Open Old Wounds
- 2013 - The Third Eye Centre

#### En vivo
- 2005 - If You're Feeling Sinister: Live at the Barbican
- 2008 - The BBC Sessions
- 2015 - Live 2015
- 2020 - What to Look for in Summer

### Sencillos y EP
- 1997 - Dog On Wheels (EP), N.º 59 Reino Unido
- 1997 - Lazy Line Painter Jane (EP), N.º 41 Reino Unido
- 1997 - 3... 6... 9... Seconds of Light (EP), N.º 32 Reino Unido
- 1998 - This Is just a Modern Rock Song (EP)
- 2000 - Legal Man (sencillo), N.º 15 Reino Unido
- 2001 - Jonathan David (sencillo), N.º 31 Reino Unido
- 2001 - I'm Waking Up to Us (sencillo), N.º 39 Reino Unido
- 2003 - Step into my Office Baby (sencillo), N.º 32 Reino Unido
- 2004 - I'm a Cuckoo (sencillo), N.º 14 Reino Unido
- 2004 - Books (EP), N.º 20 Reino Unido
- 2006 - Funny Little Frog, (EP)
- 2006 - The Blues Are Still Blue, (EP)
- 2006 - The White Collar Boy, (EP)
- 2010 - Write About Love (sencillo)
- 2011 - I Want the World to Stop (sencillo digital)
- 2011 - Come on Sister (sencillo)
- 2014 - Nobody's Empire (sencillo)
- 2018 - How to Solve Our Human Problems
- 2023 - I Don't Know What You See In Me
- 2024 - What happened to You, Son

### DVD
- Fans Only, 2003